# Гуррия, Анхела
Анхела Гуррия Даво (исп. Ángela Gurría Davó; 24 марта 1929, Мехико — 17 февраля 2023, Мехико) — мексиканский скульптор. В 1974 году она стала первой женщиной-членом Академии искусств. Она наиболее известна такой монументальной скульптурой, как Сеньаль, произведение высотой 18 метров, созданное для летних Олимпийских игр 1968 года.

## Биография
Гуррия родился в Мехико в традиционной семье из Чьяпаса. Её отец, Хосе Мария Гурриа, был очень строгим, и его жена не могла покинуть дом в Койоакане без него. У него с женой были один мальчик и четыре девочки, однако он хотел, чтобы у него было больше сыновей. Однако Анхела была последней из их детей.
В детстве её привлекала работа каменщиков возле её дома, и она хотела стать художницей. Однако в 1940-х годах в Мексике женщине было практически невозможно стать профессиональным скульптором. Она начала с обучения сама.
В молодости она поступила в школу философии и литературы при Национальном автономном университете Мексики, так как думала о карьере писателя. Однако она решила вернуться к искусству после того, как взяла уроки современного искусства у Хустино Фернандеса.
Несмотря на предубеждения против женщин в то время, она начала свою художественную карьеру. В начале 1960-х она отправилась в Европу, чтобы изучать искусство и проводить время в Англии, Италии и Франции. Позже она побывала в Греции и Нью-Йорке.
Анхела Гуррия скончалась 17 февраля 2023 года.

## Карьера
Гуррия — один из самых успешных скульпторов Мексики. Она начала свою карьеру в 1960-х годах, добившись успеха и признания, когда она посвятила себя монументальным общественным работам в различных частях Мексики.
В 1952 году она начала работать у скульптора Хермана Куэто в колледже Мехико, обучаясь у него шесть лет. Позже она работала под руководством Марио Саморы в литейном цехе Абрахама Гонсалеса и в мастерской Монтиэля Бланкаса. Однако женщин все ещё было трудно воспринимать всерьез как скульпторов, поэтому она подписывала свои работы мужскими псевдонимами: Альберто Урриа или Анхель Урриа. Это включало её заявку на её первое монументальное произведение под названием La famila obrera, которое было сделано в 1965 году. Когда организаторы конкурса узнали, что она женщина, они были удивлены и возмущены, так как в то время для женщины все ещё было немыслимо делать такие работы.
Вслед за этим в 1967 году была создана решетчатая дверь высотой 18 метров и шириной 3,5 метра для главного входа на фабрику, созданную Банком Мексики для производства банкнот. Эта работа получила первую премию на III Bienal Mexicana de Escultura.
Её следующая работа стала самой известной. Для культурной программы летних Олимпийских игр 1968 года Гуррия создал произведение под названием «Сеньаль», которое было размещено на первой станции Рута-де-ла-Амистад (Маршрут дружбы). Скульптура высотой восемнадцать метров состоит из двух роговидных фигур — чёрной и белой. Это представляет собой участие африканских стран в мероприятии, для многих их первое участие. После Олимпийских игр скульптуру переместили на развязку на Анилло Периферико на юге города. После строительства второго уровня этой магистрали скульптура была отреставрирована и переоборудована художником в 2006 году.
В 1975 году она присоединилась к Gucadigose Group, чтобы создать монументальное произведение в Табаско, работая с Матиасом Герицем, Хуаном Луисом Диасом, Себастьяном и Гелесом Кабрерой.
Среди других её важных работ — Contoy (1974), Monumento México (1974), Trabajadores del Drenaje Profundo (1975), Homenaje a la ceiba (1977), Espiral Serfin (1980), El corazón mágico de Cuzamala (1987) и скульптурное стекло. Работает в базилике Гваделупской в Монтеррее (1978—1981).
Помимо создания монументальных работ, у неё был ряд выставок своих небольших работ в музеях и других местах. Её первая индивидуальная выставка была в Galerías Diana в 1959 году, за которой последовало участие в выставке Escultura Mexicana contemporánea, организованной Селестино Горостиза в Мехико, Аламеда Сентрал в 1960 году. В 1965 году она участвовала во II Bienal Nacional de Escultura Museo de Arte Moderno, и провела крупную индивидуальную выставку в музее современного искусства в Мехико в 1974 году. Совсем недавно у неё была ещё одна выставка в Museo de Arte Moderno в 2004 году, а также выставка её работ в атриуме Храма Сан-Франциско в историческом центре Мехико.
Другая её профессиональная деятельность включает преподавание скульптуры в Ибероамериканском университете и Университете лас-Америкас в Мехико. В 1969 году она занималась промышленным дизайном, уделяя особое внимание коврам при поддержке Banco de México, поскольку она была заинтересована в создании источников работы для ткачей страны.
Признания за её работу и карьеру включают почётное упоминание на Exposición de Escultura Mexicana Contemporáneo в 1960 году, премию Instituto de Arte de México и первую премию III Biennal de Escultura в 1967 году, первое место в скульптуре на Concurso para Monumento в Тихуане в 1973 г. и золотая медаль на Academia Italia delle Arti e del Lavoro в Италии в 1980 году. Она была принята в члены Салоне мексиканской пластики. и в 1974 году стала первой женщиной, принятой в Academia de Artes. В 2008 году она была удостоена чести на мероприятии в Музее Соумайя, спонсором которого является Fundación del Centro Histórico de la Ciudad de México, а в 2010 году КОНАКУЛЬТА и Национальный институт изящных искусств чествовали её во Дворце изящных искусств.

## Карьера скульптора
Несмотря на то, что она приобрела известность в конце XX века, Гуррия не является членом поколения Разрыва, которое восстал против художественных заповедей своего предшественника, мексиканского мурализма. Основной причиной этого было то, что она провела большую часть 1960-х годов, работая над монументальными скульптурами с более традиционным дизайном. Тем не менее, она стала одной из пионеров абстрактной скульптуры в Мексике.
Ранние работы Гурриа носили образный, мистический и даже религиозный характер. Со временем её работа стала более абстрактной. Однако она никогда полностью не оставляла фигуративное искусство, поскольку естественные формы, такие как человеческая фигура, животные, растения и пейзажи, по-прежнему служат отправной точкой для её форм. Она цитирует слова: «Я определяю скульптуру как идею, которая использует форму как отправную точку для своего собственного развития, а пространство как элемент, в котором выражается геометрия этой идеи». Концепции, присутствующие в её работах, включают время, мифология, жизнь / смерть, мексиканское народное искусство и отсылки к доиспанской космологии можно найти в её работах. Она также работает над тем, чтобы её изделия гармонично вписывались в тот фон, для которого они предназначены, будь то архитектурные или природные пейзажи.
Её творения сделаны из самых разных материалов, включая бронзу, сталь, мрамор, песчаник, керамику, железо, вулканический камень и обсидиан. Она наиболее известна своими большими и монументальными произведениями, достигающими высоты от тридцати до 100 метров, а меньшие — обычно от тринадцати до пятнадцати метров. Однако она создала работы размером всего тридцать сантиметров.
Её более поздние работы не были подписаны, потому что Гуррия говорила, что она и есть её работа.